# Schloss Steinsberg

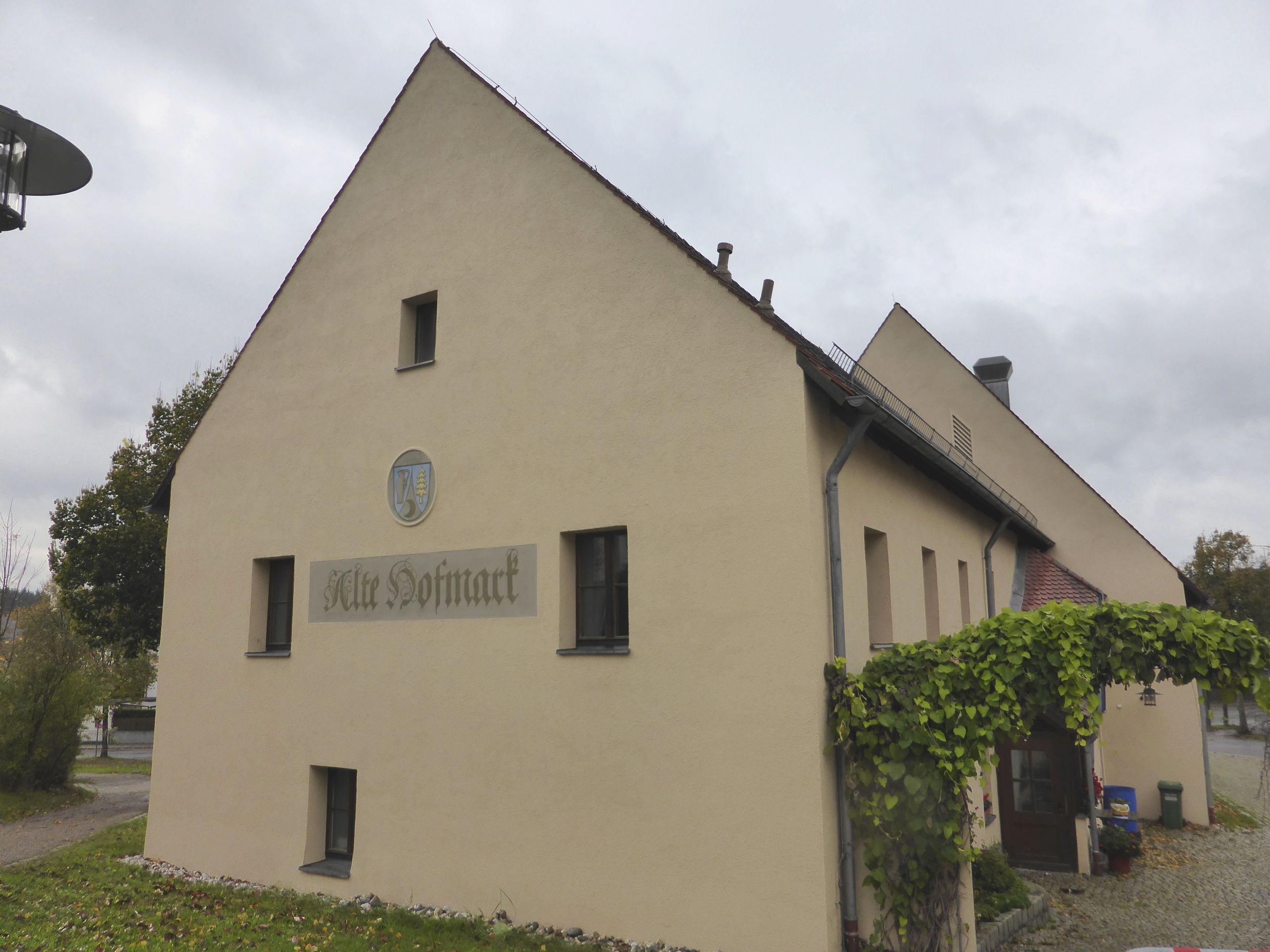
Schloss Steinsberg

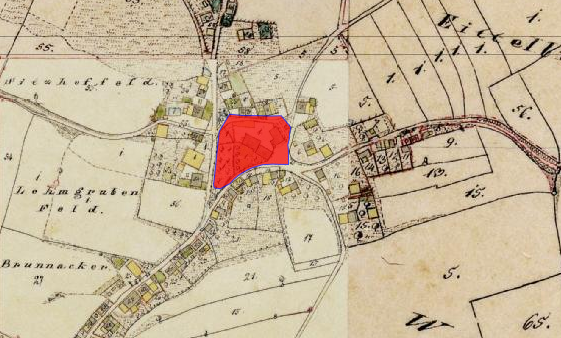
Lageplan von Schloss Steinsberg auf dem Urkataster von Bayern

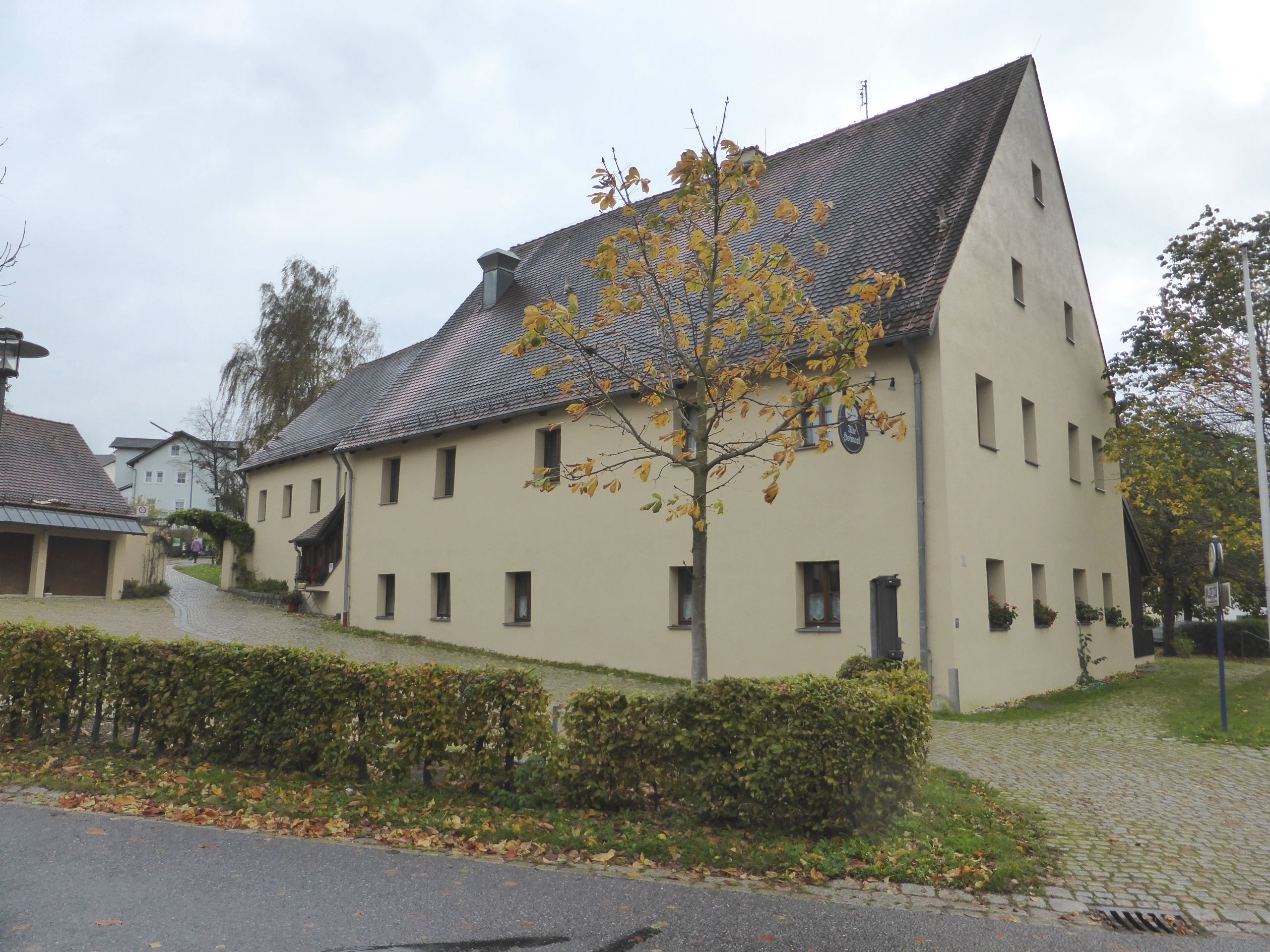
Schloss Steinsberg

Das Schloss Steinsberg liegt in dem gleichnamigen Gemeindeteil des Marktes Regenstauf im Landkreis Regensburg von Bayern (Am Schloß 1). Es ist unter der Aktennummer D-3-75-190-65 als Baudenkmal verzeichnet. „Archäologische Befunde des Mittelalters und der frühen Neuzeit im Bereich des ehem. Hofmarkschlosses Steinsberg“ werden zudem als Bodendenkmal unter der Aktennummer D-3-6838-0112 geführt.

## Geschichte
Die erste urkundliche Erwähnung von Steinsberg findet sich in dem Testament des Pfalzgrafen Friedrich von Wittelsbach, Sohn des Pfalzgrafen Otto, der anlässlich seiner zweiten Jerusalemreise 1170 zum Heil seiner Seele verfügte, dass das Landgut Stainsperc im Falle seines Ablebens an das Kloster Ensdorf fallen sollte. Steinsberg gehörte zum Viztumamt Lengenfeld.
In dem Salbuch von Herzog Otto II. von 1231 wird im Nordgau dieses Landgut erwähnt. Ebenso im Salbuch von Herzog Ludwig der Strenge von 1279. Damals gehörte die camera Steinsperc zum Schergenamt von Pettendorf im Vicedomamt Burg Lengenfeld. In dieser Urkunde wird Steinsberg bereits als Hofmark (camera) bezeichnet, der dortige Grundherr verfügte also auch über die niedere Gerichtsbarkeit. Auf dem Hofmarksgut saßen die Herren von Steinsberg, diese sind zwischen 1240 und 1436 hier bezeugt. Im Hausvertrag von Pavia wird von Kaiser Ludwig IV. Steinsberg dem Herzogtum Oberbayern zugeschlagen. Nach dem Landshuter Erbfolgekrieg kommt die Hofmark 1505 an das Herzogtum Pfalz-Neuburg.
Besitzer der Hofmark waren:
- Altmann von Kemnath (1488), Landrichter von Lengenfeld,
- Siegmund der Grünbeck zu Lengenfeld und Steinsberg (1514),
- Wolfgang von Grünbeck zu Lengenfeld und Steinsberg († 1565)
- Wolfgang Siegmund von Grünbeck (1573) des vorigen Sohn, Wulf Siegmund wurde von seinen Untertanen 1581 erschlagen,
- Caspar Altmann (1579),
- Kaspar Altmann (1583) erwarb Steinsberg durch Kauf,
- Friedrich von Schollay zu Steinsberg und Münchshofen (1605), Landrichter von Sulzbach durch Kauf,
- Clemens Münch von Münchshofen (1615), verheiratet mit Brigitta von Leublfing,
- Freiherr Heribert von Regal (1639), kaufte das durch den Dreißigjährigen Krieg ruinierte Gut Steinsberg von dem Münch,
- Witwe des Herbert (1646)
- Graf Julius Viskonti (1647), Mundschenk, Hofrat und Pfleger von Pielenhofen,
- Kinder des Viskonti (1649), Verwalter war ihr Vormund Georg Wilhelm Steinhauser von Altendorf zu Loch, Rentmeister zu Amberg, und Siegmund Friedrich Kuchler zu Jockenstorf,
- Peter Melchior Rebecco, Oberstwachtmeister, durch Kauf (1649),
- Großwein Silbermann (1680), auch Besitzer von Schloss Holzheim am Forst,
- Johann von Reisach, Landsasse zu Steinsberg (1694),
- Johann Günter de Stahl (1706), Protestant und Wolfenbüttelscher Gesandtschaftssekretär, erhält die Edelmannfreiheit für Steinsberg,
- Johann Grindter (1709),
- Georg Friedrich von Gügl auf Prand zu Leonberg (1716–1758),
- Siegmund Karl Freiherr zu Großschedl (1758–1782),
- Marquard von Großschedl von und zu Steinsberg, Oberforstmeister zu Burg Burglengenfeld (1782–1801),
- Egid Josef Karl Freiherr von Fahnenberg, österreichischer Reichstagsgesandter (1801–1803)
- Josef von Axthalb, ab 1808 seine Witwe Ursula (1803–1819),
- Karl Wilhelm Graf von Eckart, Reichsrat von Bayern (1819–1828),
- Katharina Eugenie Gräfin von der Mühle-Eckart (auch Du Moulin). Tochter des Grafen von Eckart (1828–1843).
- Am 27. Juni 1843 wird die gutsherrliche Steingutfabrik zu Steinsberg über das Gräflich Du Moulin`sche Patrimonialgericht Leonberg "Bürgerlichen Erwerbern" zum Kauf angeboten.

Im Dreißigjährigen Krieg wird das Gut Steinsberg fast vollständig zerstört und wird danach verkauft. 1628 kommt die Oberpfalz unter Kaiser Ferdinand II. wieder an das Herzogtum Oberbayern. Noch 1788 wird Steinsberg als Hofmark genannt, der Landrichter Graf Öchsle in Lengenfelden bestätigt Steinsberg als Hofmark mit 33 Untertanen. Das herrschaftliche Anwesen wird als Sitzhof bezeichnet. 1818 wird die Hofmarksgerechtigkeit hier aufgelöst und Steinsberg wird zu einer eigenständigen Gemeinde im Amtsgerichtsbezirk Regenstauf. Am 1. Mai 1978 wurde Steinsberg in die Großgemeinde Regenstauf eingegliedert.

## Neuere Geschichte von Schloss Steinsberg
In dem Schloss wurde von etwa 1805 bis um 1868 eine Porzellan- und Steingutfabrik betrieben. Gegründet wurde diese von Freiherrn Joseph von Axthalb, der die Hofmark 1803 gekauft hatte. Ein Hauptgrund für die Gründung war, dass durch die Napoleonische Kontinentalsperre von 1806 der Import von englischem Steingutgeschirr (sog. Wedgwoodware) zum Erliegen gekommen war. 1808 wurde mit ersten Produktionsversuchen begonnen. Diese Porzellan- und Steingutfabrik war demnach die drittälteste in Altbayern (nach der Manufaktur in Amberg und in Laim). Nach dem Tod des Joseph von Axthalb († 1808) verpachtete seine Witwe Ursula von Axthalb am 2. Februar 1809 für zehn Jahre den Betrieb an den Regensburger Porzellanfabrikanten Johann Heinrich Koch, dieser übernimmt zugleich den Pachtvertrag zur Ausbeutung der Kapseltongruben auf dem Brentenberg bei Hemau. Diese Produkte wurden durchaus geschätzt, so heißt es in einer Landesbeschreibung von 1827:

„Unter den inländischen Steingutfabriken zeichnet sich ... schon gegenwärtig .. jene des Herrn Treiber zu Steinsberg durch ein gefälliges Aeßeres, gold- und silberhaltige Glasuren und Verzierungen aus.“

Am 28. Dezember 1819 veräußert Ursula von Axthalb die Porzellan- und Steingutfabrik an Karl Wilhelm Graf von Eckart, der das Pachtverhältnis von Daniel Treiber mit übernimmt. Nach einem zwischenzeitlichen Niedergang unter den Söhnen des Pächters Treiber konnte 1835/36 unter dem Pächter Josef Fuchs wieder eine Verdreifachung der Produktion erreicht werden. Nach 1868 wird die Fabrik in amtlichen Quellen nicht mehr erwähnt und wurde vermutlich in ein Wirtshaus "umgewandelt", worauf die Berufsbezeichnung "Wirt" des damaligen Eigentümers Xaver Dillinger hinweist.
1879 kaufte ein gewisser Stiersdorfer das Haus und wollte dort eine Gastwirtschaft einrichten. Die Konzession erhielt er erst, als er gegenüber eine Brauerei errichtete. Auf ihn folgte im Besitz ein Reithmeier. 1896 übernahm Josef Urban sen. den Betrieb, den sein Sohn bis zu seinem Tod 1973 weiterführte. Danach wechselten mehrmals die Besitzer und in dem Haus wurden ein Tanzlokal und später eine Diskothek eingerichtet. Schließlich erwarb die Gemeinde aufgrund von Anrainerklagen das Gebäude und nutzte es für unterschiedlichste Zwecke (Gruppenstunden, auch Ausweichraum für Gottesdienste während der Kirchenrenovierung 1987). 1988/89 wurde das Gebäude saniert und seither von mehreren Pächtern als Landgasthof Alte Hofmark betrieben.

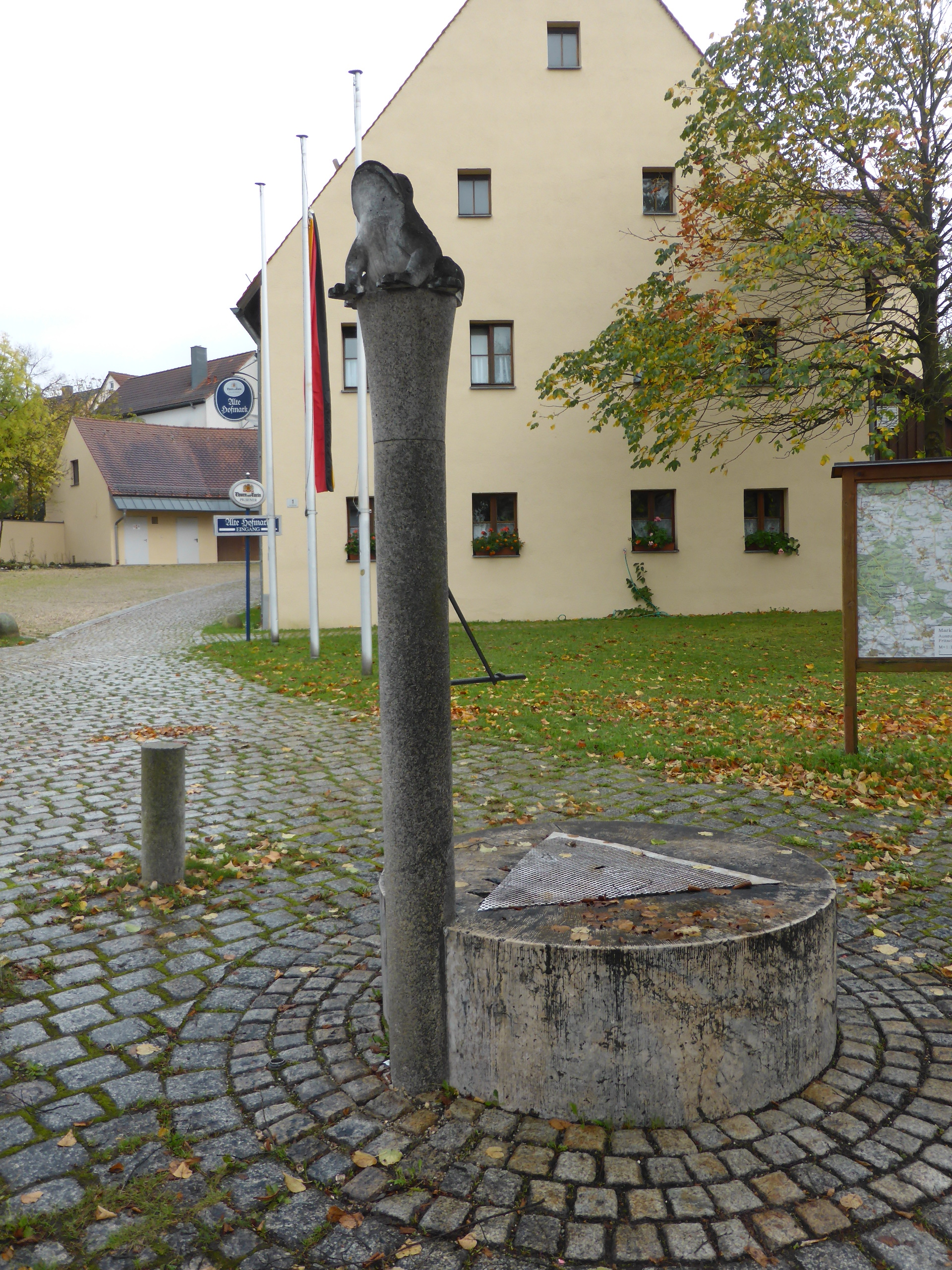
Dorfbrunnen Steinsberg neben dem Hofmarkschloss

Neben dem Hofmarkschloss wurde in Steinsberg ein Dorfbrunnen errichtet. Der Brunnen war zuerst eine einfache Granitsäule, die im Unterschied zu dem Brunnen in Regenstauf mit keiner Skulptur geschmückt war. Deshalb wurde von den Steinsbergern bei einem Stuckateur ein Frosch in Auftrag gegeben und in der Nacht zu einem Faschingssonntag der Steinsäule aufgesetzt. Der Frosch ist Zeichen für den Spitznamen der Steinsberger (d’Froschhaxn oder d’Frösch). Angeblich hängt der Spitzname damit zusammen, dass der Ort aus der Vogelperspektive einem Frosch gleicht. Durch den Burschenverein Enzian wird seit 1960 ein aus Semmelteig gebackener Frosch durch den Markt getragen und beim Kirtatanz dann „geschlachtet“ und verteilt.